# De París viene mamá
De París viene mamá es una obra de teatro en dos actos de Víctor Ruiz Iriarte, estrenada en 1960.

## Argumento
Un hombre acomodado, tras enviudar, viaja a París donde conoce a una elegante dama francesa de la que se enamora y con la que contrae matrimonio. De regreso a España debe afrontar la temida de situación de confesar a su familia su nuevo estado civil.

## Estreno
- Teatro Goya, Madrid, 7 de octubre de 1960)
  - Intérpretes: Lilí Murati, Pedro Porcel, Carmen Alonso de los Ríos, Angelines Puchol, Luis García Ortega, Carlos Muñoz.